# Jacquemontia paraguayensis
Jacquemontia paraguayensis là một loài thực vật có hoa trong họ Bìm bìm. Loài này được Britton mô tả khoa học đầu tiên năm 1893.